# Sainte-Rose (Riunione)
Sainte-Rose è un comune francese di 6 896 abitanti situato nel dipartimento d'oltre mare di Réunion. È il comune più ad est dell’Unione Europea

## Altri progetti

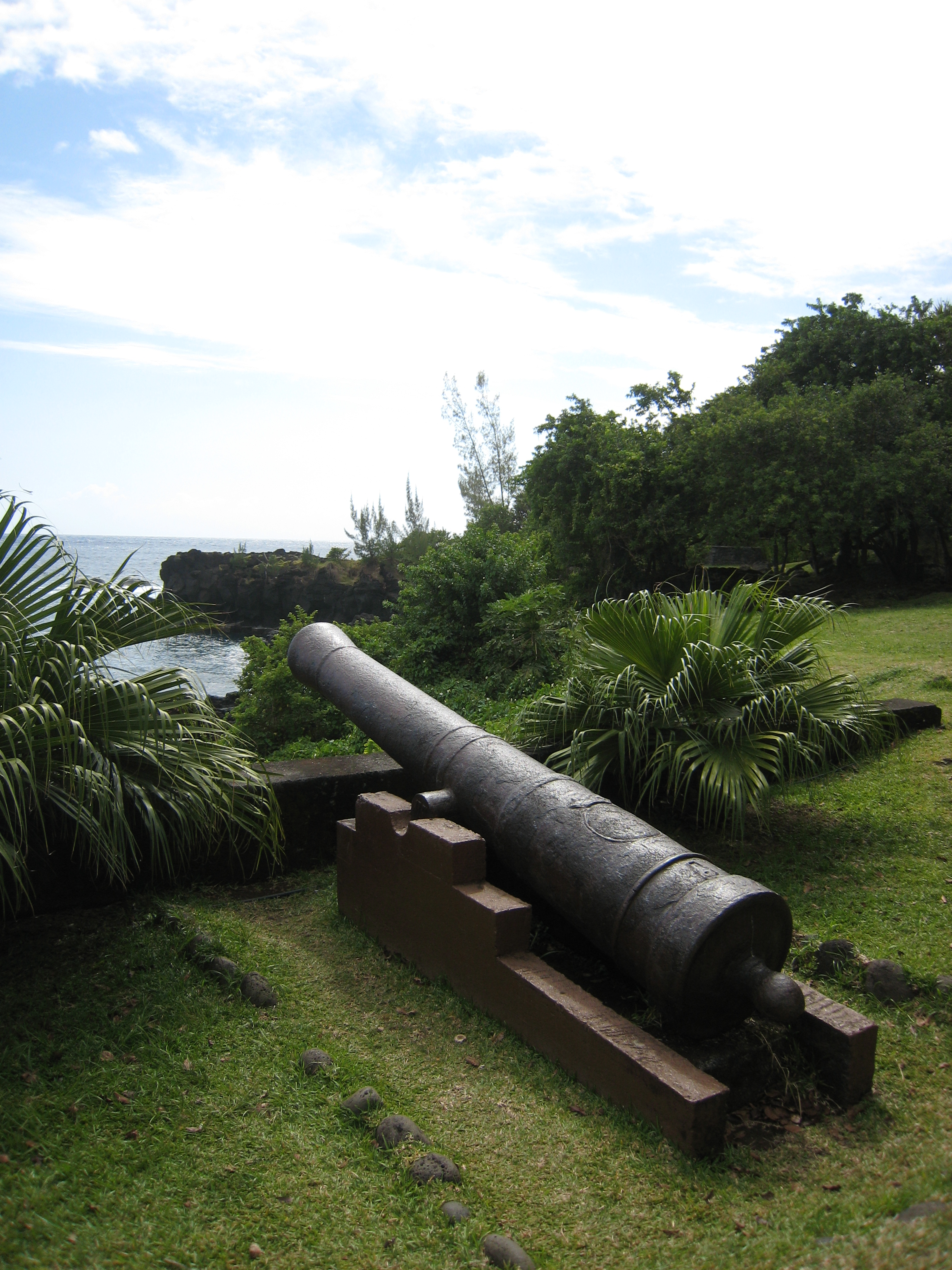
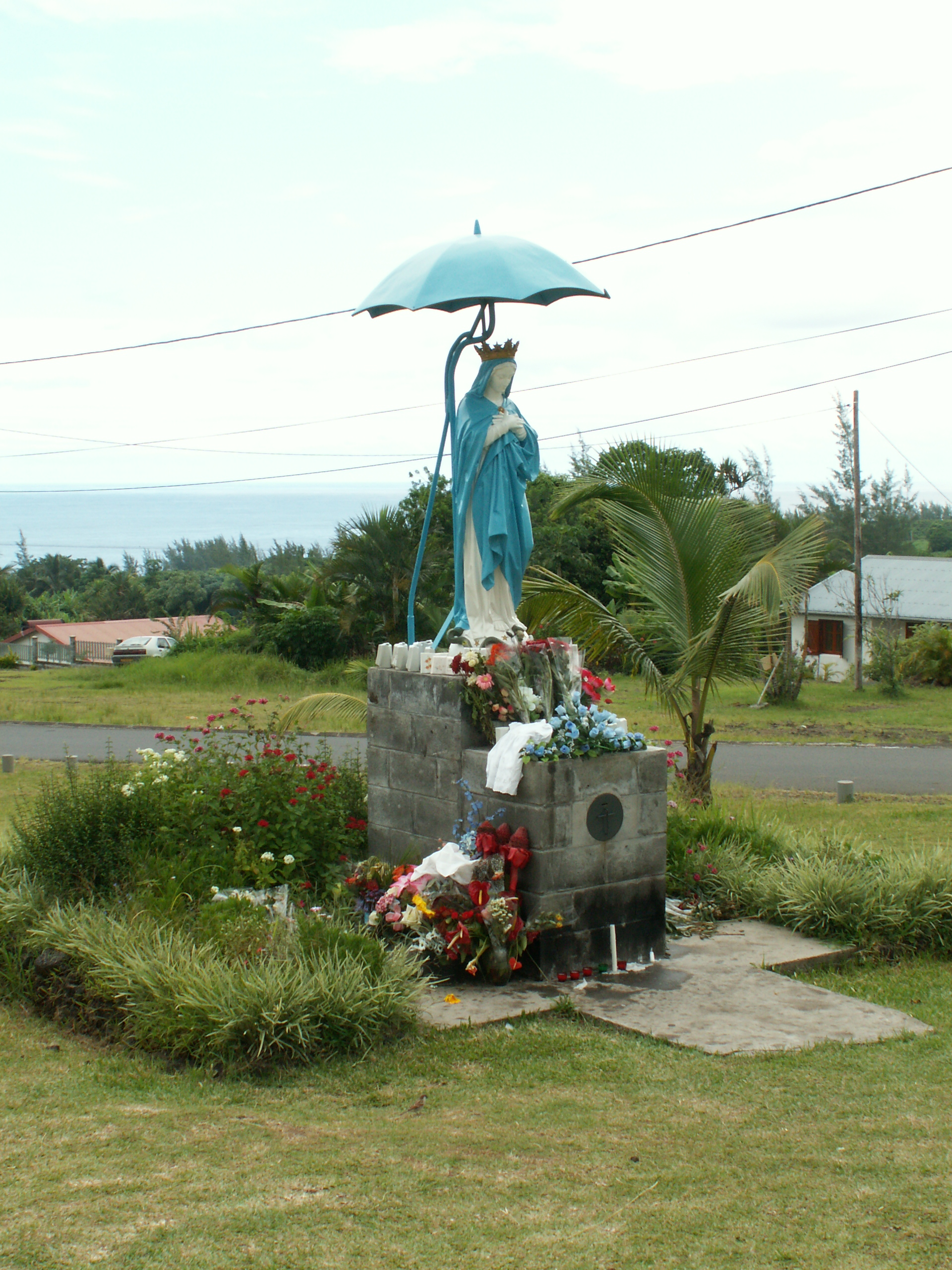
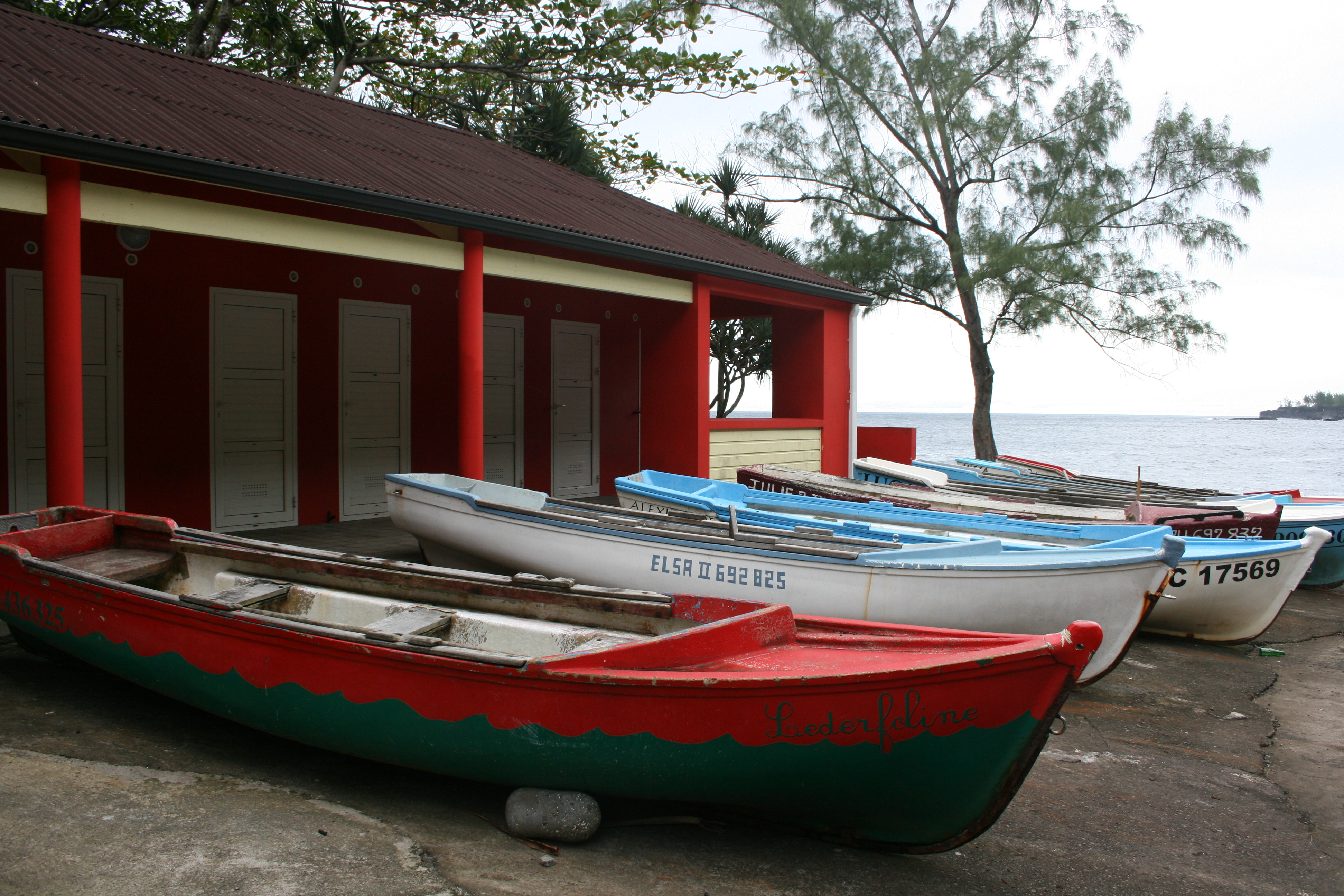
Fischerboote in Anse des Cascades
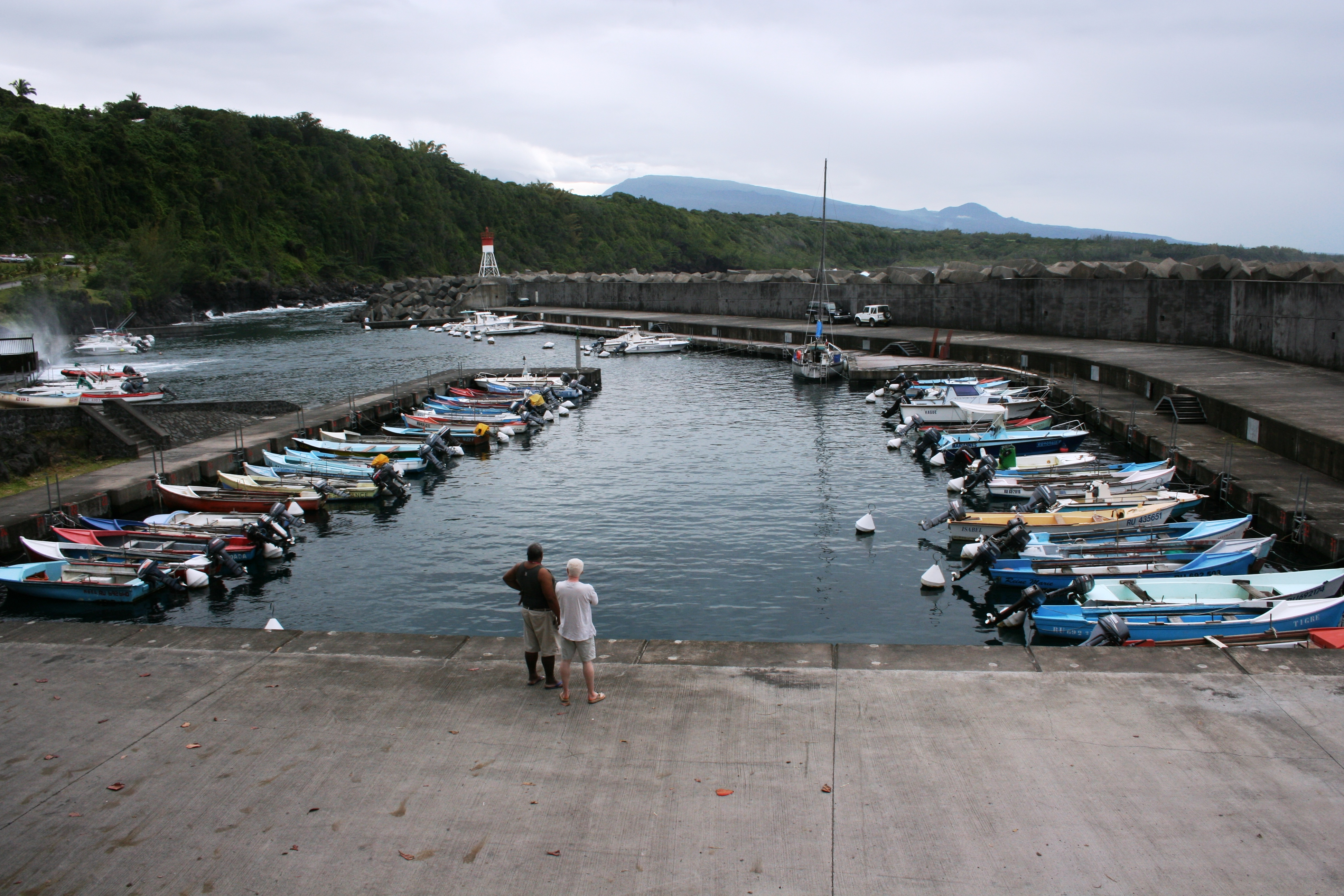
Hafen von Ste.Rose
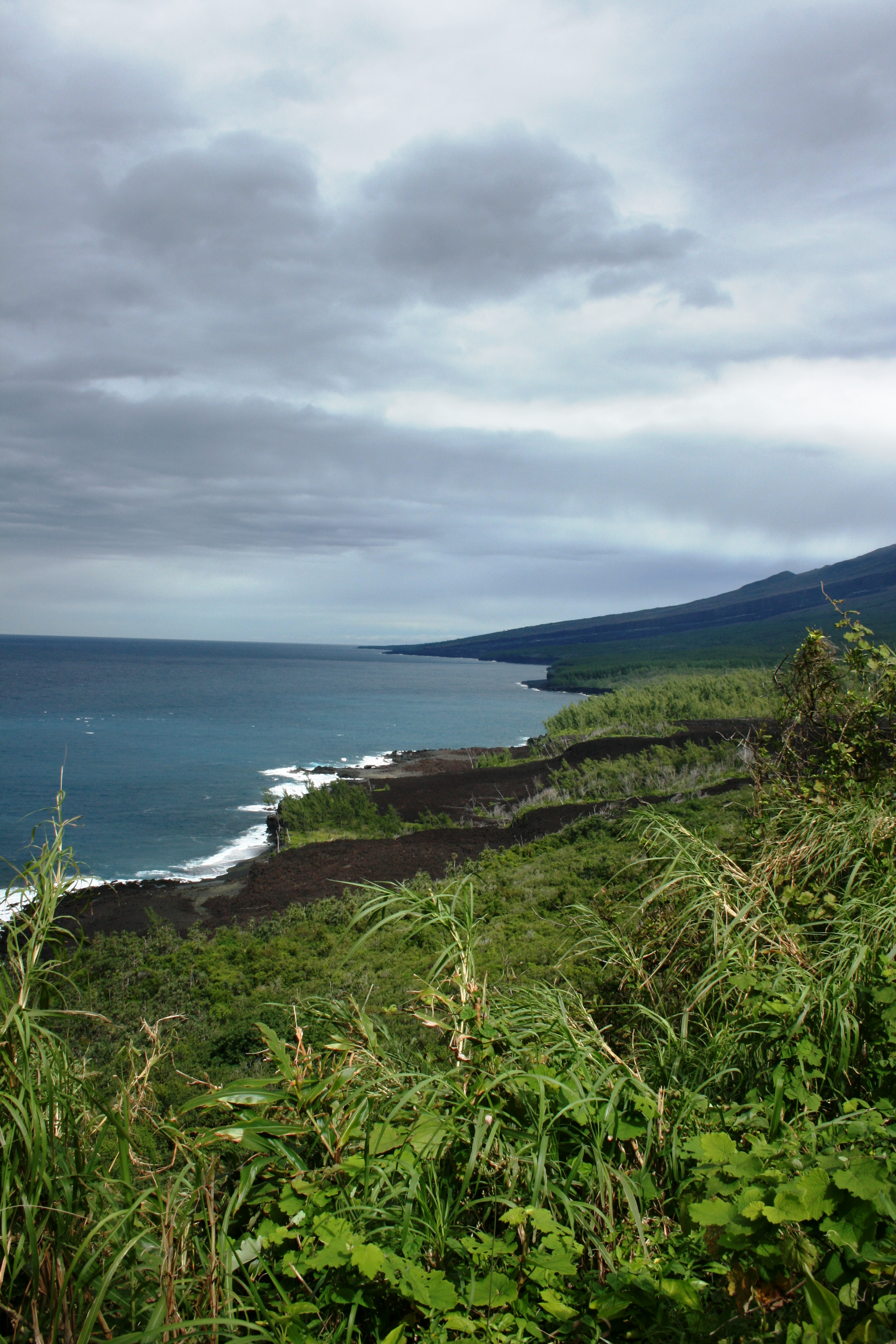
Am Grande Brulée - Vulkanfluss
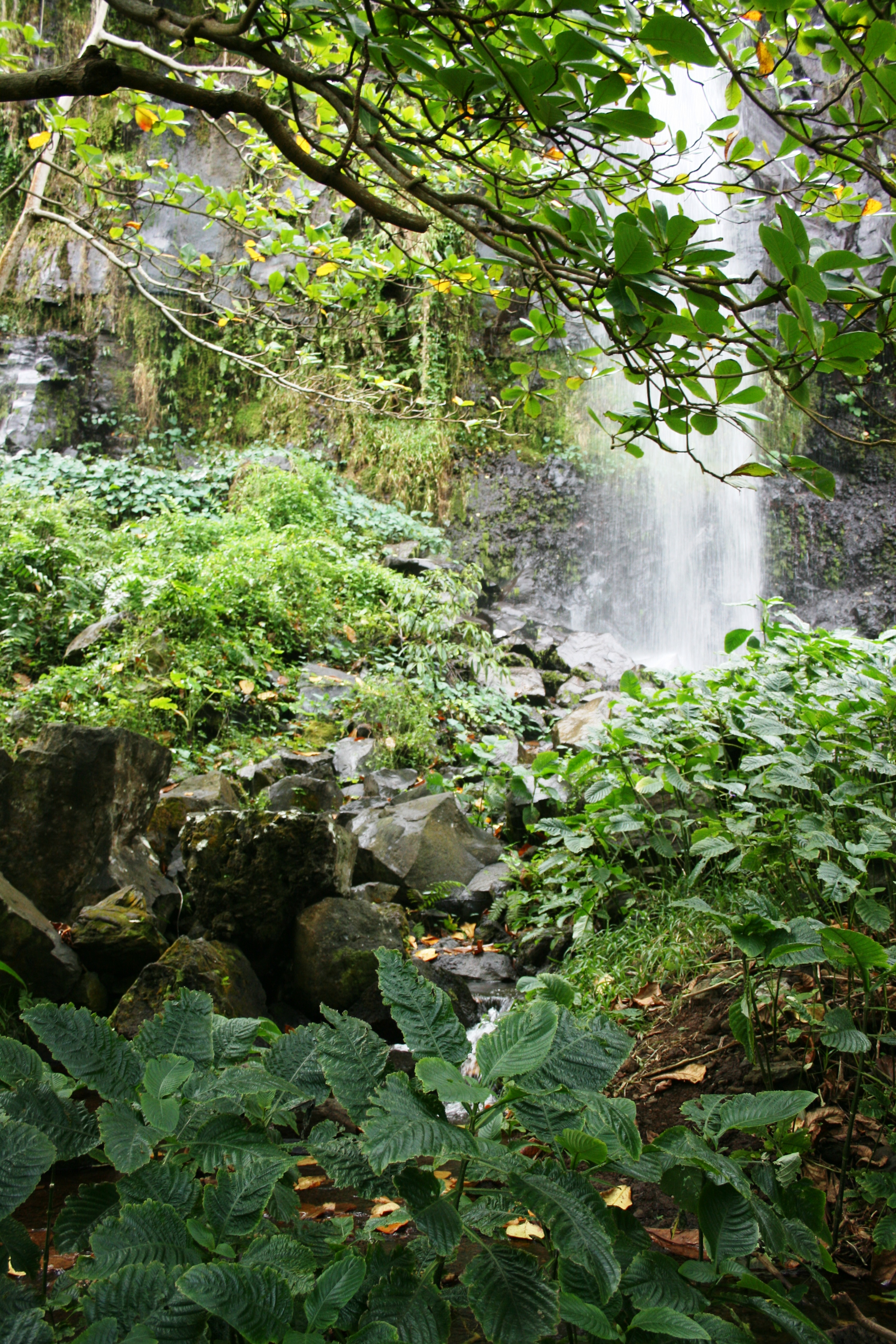
Wasserfall am Anse des Cascades